# André Cardoso
André Fernando Santos Cardoso Martins (Oporto, 3 de septiembre de 1984) es un ciclista portugués.

## Trayectoria
Pasó por el equipo ciclista Caja Rural-Seguros RGA y fue en 2014 cuando fichó por el Garmin-Sharp, después de dos años a las órdenes de Eugenio Goikoetxea.
El 28 de junio de 2017 se anunció un positivo por EPO en un control fuera de competición a cuatro días de comenzar el Tour de Francia 2017 el cual iba a correr. Finalmente fue condenado a una pena de cuatro años de suspensión que finalizó el 26 de junio de 2021. Tras cumplir sanción regresó al ciclismo con el equipo Efapel.

## Palmarés
2005 (como amateur)
- Vuelta a Portugal del Futuro, más 1 etapa

2010
- 3.º en el Campeonato de Portugal en Ruta

2011
- 1 etapa de la Vuelta a Portugal

## Resultados en Grandes Vueltas y Campeonatos del Mundo
Durante su carrera deportiva ha conseguido los siguientes puestos en las Grandes Vueltas y Campeonatos del Mundo:
| Carrera         | Carrera         | 2006 | 2007 | 2008 | 2009 | 2010 | 2011 | 2012 | 2013 | 2014 | 2015 | 2016 | 2017 | ... | 2021 | 2022 | 2023 |
| --------------- | --------------- | ---- | ---- | ---- | ---- | ---- | ---- | ---- | ---- | ---- | ---- | ---- | ---- | --- | ---- | ---- | ---- |
|                 | Giro de Italia  | —    | —    | —    | —    | —    | —    | —    | —    | 20.º | 21.º | 14.º | —    | —   | —    | —    | —    |
|                 | Tour de Francia | —    | —    | —    | —    | —    | —    | —    | —    | —    | —    | —    | —    | —   | —    | —    | —    |
|                 | Vuelta a España | —    | —    | —    | —    | —    | —    | 21.º | 16.º | 25.º | 18.º | —    | —    | —   | —    | —    | —    |
| Mundial en Ruta | Mundial en Ruta | —    | —    | —    | 17.º | 15.º | 41.º | 30.º | Ab.  | Ab.  | —    | —    | —    | —   | —    | —    | —    |

—: no participa

Ab.: abandono

## Equipos
- Paredes Rota dos Móveis/Fercase (2006-2008)
  - Paredes Rota dos Móveis (2006)
  - Fercase-Rota dos Móveis (2007-2008)
- Tavira-Prio (2009-2011)
- Caja Rural (2012-2013)
- Garmin/Cannondale (2014-2016)
  - Garmin Sharp (2014)
  - Team Cannondale-Garmin (2015)
  - Cannondale Pro Cycling Team (2016)
- Trek-Segafredo (2017)
- Efapel (2021)[5]
- ABTF-Feirense (2022)
- NSJBI Victoria Sports Cycling Team (2023)